# Elecciones al Parlamento Europeo de 1989 (Alemania Occidental)
En las elecciones al Parlamento Europeo de 1989 en Alemania Occidental, celebradas en junio de ese año, se escogió a los 81 representantes de dicho país para la tercera legislatura del Parlamento Europeo.

## Resultado
| Datos de participación | Datos de participación | Datos de participación |
| ---------------------- | ---------------------- | ---------------------- |
| Censo electoral        | 45.773.179             | 100%                   |
| Votos                  | 28.508.598             | 62,3%                  |
| Abstención             | 17.264.581             | 37,7%                  |
| Votos a candidaturas   | 28.206.690             | 98,9%                  |

| ← Elecciones al Parlamento Europeo de 1989 →  |            |        |         |     |
| Partido                                       | Votos      | %      | Escaños | +/- |
| Partido Socialdemócrata de Alemania (SPD)     | 10.525.728 | 37,32% | 31      | -2  |
| Unión Demócrata Cristiana de Alemania (CDU)   | 8.332.846  | 29,54% | 25      | -9  |
| Los Verdes (GRÜNE)                            | 2.382.102  | 8,45%  | 8       | +1  |
| Unión Social Cristiana de Baviera (CSU)       | 2.326.277  | 8,25%  | 7       | =   |
| Los Republicanos (REP)                        | 2.008.629  | 7,12%  | 6       | +6  |
| Partido Democrático Libre (FDP)               | 1.576.715  | 5,59%  | 4       | +4  |
| Deutsche Volksunion (DVU)                     | 444.921    | 1,58%  | 0       | =   |
| Partido Ecológico-Democrático (ÖDP)           | 184.309    | 0,65%  | 0       | =   |
| Partido de Baviera (BP)                       | 71.991     | 0,26%  | 0       | =   |
| Partido Comunista Alemán (DKP)                | 57.704     | 0,20%  | 0       | =   |
| Öko-Union (ÖKO-UNION)                         | 55.463     | 0,20%  | 0       | =   |
| Christliche Mitte (CM)                        | 43.580     | 0,15%  | 0       | =   |
| Partido de Centro (ZENTRUM)                   | 41.190     | 0,15%  | 0       | =   |
| Mündige Bürger                                | 32.246     | 0,11%  | 0       | =   |
| LIGA                                          | 30.879     | 0,11%  | 0       | =   |
| Bewußtsein                                    | 20.868     | 0,07%  | 0       | =   |
| Freiheitliche Deutsche Arbeiterpartei (FAP)   | 19.151     | 0,07%  | 0       | =   |
| Patrioten                                     | 12.907     | 0,05%  | 0       | =   |
| Partido Humanista (HP)                        | 10.885     | 0,04%  | 0       | =   |
| ARB.                                          | 10.377     | 0,04%  | 0       | =   |
| Partido Marxista-Leninista de Alemania (MLDP) | 10.134     | 0,03%  | 0       | =   |
| BSA                                           | 7.788      | 0,03%  | 0       | =   |